# Мальяно-ді-Тенна
Мальяно-ді-Тенна (італ. Magliano di Tenna) — муніципалітет в Італії, у регіоні Марке,  провінція Фермо.
Мальяно-ді-Тенна розташоване на відстані близько 170 км на північний схід від Рима, 55 км на південь від Анкони, 12 км на захід від Фермо.
Населення — 1442 особи (2014).
Щорічний фестиваль відбувається 12 березня. Покровитель — San Gregorio Magno.

## Демографія
Населення за роками:

Станом на 1 січня 2023 року в муніципалітеті офіційно проживали 103 іноземці з 27 країн, серед них 16 громадян країн Євросоюзу.

## Сусідні муніципалітети
- Фермо
- Гроттаццоліна
- Монтеджорджо
- Рапаньяно